# Enrique de Aldama y Miñón
Enrique de Aldama y Miñón (Madrid, 27 de novembre de 1933 - 16 de setembre de 2007) doctorat en Enginyeria de Camins, Canals i Ports, es dedicà professionalment al sector de la construcció i la docència. Li foren concedides les Grans Creus del Mèrit Civil i del Mèrit Militar.

## Activitat professional
La seva activitat professional es mou tant en el sector públic com en el privat.
A partir de 1961 en el govern franquista, fou enginyer de la Direcció general de Carreteres, entre el 1974 i el 1977 n'ocupà el càrrec de director, quan també ostentà el càrrec de delegat del Govern en les societats concessionàries d'autopistes.
Mentre governava la UCD, en el període comprès entre el 1978 i el 1980 fou director general de Renfe. Entre 1980 i 1982 sotssecretari del Ministeri d'Indústria i Energia alhora que conseller de l'Institut Nacional d'Indústria.
Durant la primera etapa de governs encapçalats pel PSOE, al període comprès entre 1983 i 1986 fou vicepresident executiu de Seopan; a partir de 1986 conseller delegat de la constructora Agroman.
El 1987 és president de Construcciones Lain, aquell grup es fusionà el 1999 amb Obrascón-Huarte. La constructora resultant fou OHL, De Aldama i Juan Miguel Villar Mir en foren copresidents fins a l'any 2000.
L'any 2000, mentre governa el PP, Enrique de Aldama dirigeix un nou portal d'Internet (Build2Build) dedicat a la compra, venda i gestió de la construcció que permet tenir accés a licitacions i adjudicacions públiques oficials, en el qual van participar les constructores FCC, Ferrovial Agromán, ACS, Acciona i Sacyr. El 2002, fou president de la Comissió Especial per al Foment de la Transparència dels Mercats Financers i Societats Cotitzades.
En morir ostentava els càrrecs de president de la patronal Seopan, vicepresident de la CEOE, president de la Comissió EuroDefense Espanya, president del Consell Empresarial de la Societat de la Informació i conseller de la companyia de tecnologia Tecnocom i de la corredoria d'assegurances Aon Gil i Carvajal.